# Rekkles
Carl Martin Erik Larsson, ps. „Rekkles” (ur. 20 września 1996) szwedzki zawodowy gracz e-sportowy w grze League of Legends. Uważany za najlepszego gracza na pozycji strzelca w historii Europy i jednego z najlepszych na świecie. 28 kwietnia 2023 roku po 12 latach grania na pozycji strzelca (AD Carry) zmienił pozycję na wspierającego (Support). W przeszłości występował w takich zespołach jak Fnatic, Alliance/Elements, G2 Esports, Karmine Corp oraz T1 Esports Academy. Jest Wicemistrzem Świata 2018 roku oraz był również zmiennikiem w T1 podczas wygranych przez nich Mistrzostwach Świata 2024. Obecnie występujący na pozycji wspierającego w zespole Los Ratones.

## Osiągnięcia

### Wygrane turnieje
- Worlds : 2024 (jako zmiennik)
- Rift Rivals x2 : 2018, 2019
- LEC x4 : Wiosna 2014, Lato 2015, Wiosna 2018[13], Lato 2018[14]
- EMEA Masters x3 : Wiosna 2022[15], Zima 2025, Wiosna 2025
- NLC x2 : Zima 2025, Wiosna 2025
- DreamHack x2 : Zima 2012, Lato 2013
- Thor Open : 2012
- Gfinity London : 2013

### Wyróżnienia indywidualne
- MVP LEC x4 : Lato 2014, Lato 2017, Wiosna 2018, Wiosna 2021[16]
- MVP finału LEC x3 : Lato 2015, Wiosna 2018, Lato 2018
- MVP play-offów LEC : Wiosna 2014
- LEC 1st All-Pro Team  x6 : Lato 2015, Lato 2017, Wiosna 2018, Wiosna 2020, Wiosna 2021, Lato 2021[17]
- LEC 2nd All-Pro Team : Wiosna 2017
- LEC 3rd All-Pro Team  x4 : Lato 2016, Wiosna 2019, Lato 2019, Lato 2020
- NLC 1st All-Pro Team  : Wiosna 2025